# How Green Was My Valley
How Green Was My Valley is een Amerikaanse dramafilm uit 1941 geregisseerd door John Ford. De hoofdrollen werden gespeeld door Walter Pidgeon en Maureen O'Hara. De film werd genomineerd voor tien Oscars en won er uiteindelijk vijf, waaronder de Oscar voor Beste Film.

## Verhaal
Huw Morgan heeft zijn jeugd doorgebracht in een mijndorpje in Wales. Als oude man kijkt hij terug op zijn leven als klein jongetje.

## Rolverdeling
| Acteur           | Personage       |
| ---------------- | --------------- |
| Walter Pidgeon   | Mr. Gruffydd    |
| Maureen O'Hara   | Angharad Morgan |
| Anna Lee         | Bronwyn         |
| Donald Crisp     | Gwilym Morgan   |
| Roddy McDowall   | Huw Morgan      |
| John Loder       | Ianto Morgan    |
| Sara Allgood     | Beth Morgan     |
| Barry Fitzgerald | Cyfartha        |
| Patric Knowles   | Ivor Morgan     |

## Prijzen/nominaties
- 1942 Academy Award
 Gewonnen: Best Actor in a Supporting Role (Donald Crisp) 
 Gewonnen: Best Director (John Ford) 
 Gewonnen: Best Picture
Gewonnen: Best Cinematography, Black-and-White (Arthur C. Miller en Billy Wilder)
Gewonnen: Best Art Direction-Interior Decoration, Black-and-White (Richard Day, Nathan Juran en Thomas Little)
Genomineerd: Best Film Editing (James B. Clark)
Genomineerd: Best Actress in a Supporting Role (Sara Allgood) 
Genomineerd: Best Music, Scoring of a Dramatic Picture (Alfred Newman)
Genomineerd: Best Sound, Recording (Edmund H. Hansen)
Genomineerd: Best Writing, Screenplay (Philip Dunne)
- 1990 National Film Registry
Plek gekregen in het National Film Registry